# Articolo III della Costituzione degli Stati Uniti d'America
L'Articolo III della Costituzione degli Stati Uniti d'America istituisce il potere giudiziario del governo federale, composto dalla Corte suprema degli Stati Uniti d'America e dai tribunali federali inferiori creati dal Congresso degli Stati Uniti. L'Articolo III autorizza i tribunali ad occuparsi di casi o controversie riguardanti la legge federale. L'Articolo III definisce anche il reato di «tradimento».

## Struttura

### Sezione 1
La Sezione 1 dell'Articolo III istituisce il potere giudiziario degli Stati Uniti: la Corte suprema e i tribunali federali inferiori istituiti e organizzati dal Congresso, incarnando, insieme all'Articolo I e II, il concetto democratico basilare della separazione dei poteri. L'Articolo I autorizza la creazione di tribunali inferiori, ma non lo richiede necessariamente; i primi tribunali federali inferiori furono istituiti poco dopo la ratifica della Costituzione degli Stati Uniti con il "Judiciary Act" del 1789. La Sezione 1 stabilisce inoltre che i giudici federali non hanno limiti di mandato e che lo stipendio di un giudice non può essere ridotto. L'Articolo III non stabilisce le dimensioni della Corte suprema né posizioni particolari al suo interno ma l'Articolo I stabilisce la posizione di «Presidente della Corte suprema».

### Sezione 2
La Sezione 2 dell'Articolo III delinea il potere giudiziario federale. La «clausola su caso o controversia» limita il potere della magistratura a casi e controversie reali, il che significa che il potere giudiziario federale non si estende a casi che sono ipotetici o che mancano di legittimazione processuale. La Sezione 2 afferma che il potere della magistratura federale si estende ai casi in materia di Costituzione, leggi federali, trattati federali, controversie che coinvolgono più Stati federati o potenze straniere e altre aree specifiche. La Sezione 2 conferisce alla Corte suprema la giurisdizione originale quando ambasciatori, funzionari pubblici o gli Stati sono parti del caso, lasciando alla Corte suprema la giurisdizione d'appello in tutte le altre aree sotto la giurisdizione dei tribunali federali inferiori. La Sezione 2 conferisce al Congresso il potere di privare la Corte suprema della giurisdizione d'appello e stabilisce che tutti i crimini federali devono essere giudicati davanti a una giuria. La Sezione 2 non concede esplicitamente il controllo di legittimità costituzionale (o "revisione giudiziaria"; judicial review) alla magistratura federale, ma i tribunali hanno esercitato questo potere in seguito alla sentenza del caso pietra miliare Marbury contro Madison nel 1803.

### Sezione 3
La Sezione 3 dell'Articolo III definisce il reato di «tradimento» e autorizza il Congresso a punire tale reato. La Sezione 3 richiede che almeno due testimoni testimonino il reato di tradimento o che l'imputato confessi in una udienza pubblica. Limita, però, i modi in cui il Congresso può punire coloro che sono stati condannati per tradimento.